# M. Night Shyamalan
M. Night Shyamalan, geboren Manoj Nelliyattu Shyamalan (Mahé, Pondicherry (UT), 6 augustus, 1970) is een Indiaas-Amerikaans schrijver en filmregisseur. Hij is vooral bekend geworden als regisseur van de films The Sixth Sense, Unbreakable, Signs en The Village.

## Biografie
Shyamalan werd geboren in Mahé in Zuid-India en groeide op in Philadelphia in Pennsylvania nadat zijn ouders, beiden arts, emigreerden naar de Verenigde Staten. Shyamalan studeerde aan de Tisch School of the Arts van de New York University. Hier nam hij ook zijn middelste naam, Night, aan. Shyamalan is getrouwd met Bhavana. Ze hebben samen drie dochters, Saleka is een r&b-singer-songwriter en Ishana is eveneens filmregisseur.

## Stijl
Typische kenmerken van Shyamalans films zijn de onverwachte plotwendingen, het op realistische wijze weergeven van horror- en sciencefictiongebeurtenissen en een cameo in bijna al zijn films. Zijn films worden ook gewaardeerd om hun sterke scenario's, effectieve achtergrondmuziek en de manier waarop zijn films bewerkt worden. The Sixth Sense, dat het verhaal vertelt van een jongen die geesten kan zien, gebruikt amper animatie en harde achtergrondmuziek.

## Filmografie

### Praying with Anger
Praying with Anger is de eerste film van M. Night Shyamalan en kwam uit in 1992. De film vertelt het verhaal van een jongen, genaamd Dev Raman (gespeeld door Shyamalan zelf) die naar India afreist om daar zijn 'roots' te ontdekken. De film werd onafhankelijk geproduceerd en gefinancierd door de ouders van Shyamalan. De film werd vertoond op een aantal filmfestivals, waaronder dat van Toronto.

### Wide Awake
Wide Awake is de eerste grote film van Shyamalan. Het is een familiefilm waarvoor M. Night het scenario schreef. Hij verkocht het scenario aan de toen nog beginnende studio Miramax die Shyamalan een budget gaf om de film te produceren. De film gaat over Josh die, na het overlijden van zijn opa, op zoek gaat naar God om te vragen of het goed met zijn opa gaat. Wide Awake werd geproduceerd in 1995, maar pas uitgebracht in 1998. De opbrengsten van de film waren slechts $ 1.288.000, tegen productiekosten van $ 6.000.000.

### Stuart Little
In 1999 kwam de familiefilm Stuart Little uit, geregisseerd door Rob Minkoff, gebaseerd op het boek van E.B. White. Hij vertelt het verhaal van het kleine gezin Little dat voor hun enige zoon George een broertje wil adopteren. Het broertje heet Stuart, is klein, heeft witte haren en lijkt erg veel op een muis. M. Night Shyamalan is samen met Greg Booker de co-schrijver van het filmscenario.

### The Sixth Sense
In 1999 kwam tevens Shyamalans eerste commerciële succes met The Sixth Sense. Deze bovennatuurlijke thriller gaat over kinderpsychiater Dr. Malcome Crowe (Bruce Willis), die zichzelf de schuld geeft van een zelfmoord van een patiënt en zijn uiteenvallende huwelijk. Hij komt in contact met Cole (Haley Joel Osment) die lijdt aan een vorm van schizofrenie. Hij claimt dat hij geesten ziet. Malcome denkt dat hij zichzelf los kan krijgen van zijn schuldgevoel als hij Cole helpt met zijn probleem.
De film bracht wereldwijd meer dan $ 600 miljoen op.

### Unbreakable
In 2000 kwam M. Night Shyamalan met de superheldenfilm Unbreakable. Dit verhaal draait om David Dunn (Bruce Willis) die als enige een bizar treinongeval overleeft. Bovendien heeft hij geen enkele verwonding. Na dit treinongeval komt David in contact met stripboekhandelaar Elijah Price (Samuel L. Jackson) die David ervan probeert te overtuigen dat hij meer is dan slechts een mens. Hij stelt hem de vraag of hij een superheld is. Of hij 'Unbreakable' is.

Het element van stripboeken keert regelmatig in de film terug, maar de film is een van de weinige superheldenfilms die niet gebaseerd is op een stripboek.

### Signs
Signs is M. Nights sciencefictionthriller uit 2002. Hij vertelt het verhaal van ex-priester en weduwnaar Graham Hess (Mel Gibson) die samen met zijn broer zijn kinderen moet beschermen tegen een invasie van buitenaardse wezens. Tijdens deze strijd strubbelt hij met zijn geloof in God.
Signs is voor M. Night de op een na best verdienende film, met ruim $ 400 miljoen wereldwijd.

### The Village
In 2004 kwam M. Night Shyamalan met The Village. De film gaat over een 19e-eeuws dorpje, dat een bestand heeft met vreemde wezens in het bos. De wezens (genaamd 'Those We Don't Speak Of') komen niet in de vallei van het dorp en de dorpelingen komen niet in de bossen van de wezens. Het bestand wordt verbroken en het dorpje wordt steeds meer bedreigd door de wezens.

### Lady in the Water
Het begon allemaal als een verhaaltje voor het slapen gaan voor de kinderen van M. Night, maar het eindigde in een speelfilm. Lady in the Water is een sprookje over een nimf. Een nimf is een zeewezen dat lijkt op de mens. De wezens in het water inspireren mensen om iets wereldveranderends te doen en slechts oogcontact is genoeg. Cleveland Heep (Paul Giamatti) is de conciërge van een appartementencomplex wanneer hij 's nachts een nimf in het zwembad tegenkomt. Story (Bryce Dallas Howard) is op zoek naar een jonge schrijver. Langzaamaan beginnen de bewoners van het appartementencomplex hun plaats in het sprookje in te nemen, alleen lukt dat niet goed. Er zijn wezens in de tuin die proberen de nimf te vermoorden.

M. Night Shyamalan schreef tevens een voorleesboek van het sprookje.

### The Happening
Na Lady in the Water lekte het bericht uit dat M. Night Shyamalan bezig was met de verkoop van een nieuw scenario, genaamd The Green Effect. Een groot aantal studio's zou het scenario al hebben afgewezen. Shyamalan zou het scenario aangepast hebben en verkocht het uiteindelijk aan 20th Century Fox als The Happening. De film werd uitgebracht in 2008 en gaat over een bizar gifgas dat zich over Amerika verspreidt en dat mensen aanzet tot zelfmoord.
De film werd in Nederland uitgebracht op 12 juni 2008 (een dag voor vrijdag de 13e, waarop de film in Amerika in première ging) en is tevens Shyamalans eerste film die een R-rating in Amerika kreeg.

### The Last Airbender
Op 8 januari 2007 werd bekendgemaakt dat M. Night Shyamalan zou gaan werken aan een speelfilm, gebaseerd op Avatar: The Last Airbender, een populaire tekenfilmserie van Nickelodeon. De productie van de film zou beginnen nadat The Happening was uitgekomen.

The Last Airbender is een fantasyfilm die zich afspeelt in een wereld waarin vier volkeren leven, waarbij in ieder volk een element centraal staat. Dit zijn de elementen: Aarde, Water, Lucht en Vuur. Ieder volk kan dit element sturen. Slechts één persoon kan alle vier de elementen beheersen: de Avatar. Hij is degene die de wereld in balans houdt. Wanneer hij komt te overlijden, reïncarneert hij weer bij de volgende stam. Tot op een dag de vuurnatie een oorlog begint en de Avatar verdwijnt.

Op het moment dat de film start, vinden Katara en haar broer Sokka de nieuwe Avatar in een ijsberg, genaamd Aang. Aang heeft honderd jaar vast gezeten in de ijsberg en moet nu, samen met Katara en Sokka een manier zien te vinden om de vuurnatie te verslaan en de wereld te bevrijden van de oorlog.

The Last Airbender richt zich alleen op het eerste seizoen van de tekenfilmserie.

### After Earth
Eind oktober 2010 werd bekend wat het volgende project van M. Night zal worden. Een sciencefiction genaamd 10,000 A.E. Het scenario is geschreven door Gary Whitta (The Book Of Eli). De hoofdrollen waren weggelegd voor Jaden Smith en zijn vader Will. De film verscheen op 7 juni 2013.
De film gaat over een jongen en zijn vader die in de verre toekomst neerstorten op een onbewoonde planeet. De planeet blijkt uiteindelijk de aarde te zijn.
De naam 10,000 A.E. werd gedropt, en de naam van de uiteindelijke film werd After Earth.

## The Night Chronicles
The Night Chronicles is een trilogie van bovennatuurlijke films, gebaseerd op ideeën van M. Night Shyamalan. Het verhaal van de films is geschreven door M. Night en hij zal ze produceren. De regie en het schrijven van het scenario zal door beginnende filmmakers gedaan worden.
De eerste film in de trilogie zal Devil zijn, geregisseerd door de broers Drew & John Dowdle (Quarantine) en geschreven door Brian Nelson (30 Days Of Night). De film gaat over een groep mensen die vast komt te zitten in een lift, terwijl een van hen de duivel is. De film is in Nederland op 16 september 2010 in de bioscoop verschenen.
De volgende film in de trilogie zal Reincarnate zijn. Scenarioschrijver Chris Sparling (Burried) is bezig met het scenario en regisseur Daniel Stamm (The Last Exorcism) zal de film regisseren. Het verhaal gaat over een Amerikaanse rechtszaak, waarbij de jury zich moet buigen over een zaak met een bovennatuurlijke insteek.
De laatste film in de trilogie zal verbonden zijn met Shyamalans film Unbreakable uit 2000. Voor die film was namelijk al een vervolg geschreven, maar die werd nooit geproduceerd. Night Chronicle 3 zal hetzelfde verhaal hebben als Unbreakable 2, maar wordt een losstaande film met nieuwe hoofdrolspelers en karakters.

## Filmografie
| Jaartal | Film               | Regisseur | Producer  | Schrijver | Acteur    |
| ------- | ------------------ | --------- | --------- | --------- | --------- |
| 1992    | Praying with Anger | Afgevinkt | Afgevinkt | Afgevinkt | Afgevinkt |
| 1998    | Wide Awake         | Afgevinkt |           | Afgevinkt |           |
| 1999    | Stuart Little      |           |           | Afgevinkt |           |
| 1999    | The Sixth Sense    | Afgevinkt |           | Afgevinkt | Afgevinkt |
| 2000    | Unbreakable        | Afgevinkt | Afgevinkt | Afgevinkt | Afgevinkt |
| 2002    | Signs              | Afgevinkt | Afgevinkt | Afgevinkt | Afgevinkt |
| 2004    | The Village        | Afgevinkt | Afgevinkt | Afgevinkt | Afgevinkt |
| 2006    | Lady in the Water  | Afgevinkt | Afgevinkt | Afgevinkt | Afgevinkt |
| 2008    | The Happening      | Afgevinkt | Afgevinkt | Afgevinkt | Afgevinkt |
| 2010    | The Last Airbender | Afgevinkt | Afgevinkt | Afgevinkt | Afgevinkt |
| 2010    | Devil              |           | Afgevinkt | Afgevinkt |           |
| 2013    | After Earth        | Afgevinkt |           | Afgevinkt |           |
| 2015    | The Visit          | Afgevinkt | Afgevinkt | Afgevinkt |           |
| 2016    | Split              | Afgevinkt | Afgevinkt | Afgevinkt | Afgevinkt |
| 2019    | Glass              | Afgevinkt | Afgevinkt | Afgevinkt | Afgevinkt |
| 2021    | Old                | Afgevinkt | Afgevinkt | Afgevinkt | Afgevinkt |
| 2023    | Knock at the Cabin | Afgevinkt | Afgevinkt | Afgevinkt | Afgevinkt |
| 2024    | The Watchers       |           | Afgevinkt |           |           |
| 2024    | Trap               | Afgevinkt | Afgevinkt | Afgevinkt | Afgevinkt |
| 2024    | Caddo Lake         |           | Afgevinkt |           |           |

## Overig werk
- Fictieve documentaire genaamd The Buried Secret of M. Night Shyamalan
- Tv-spot voor American Express
- Kinderboek Lady in the Water (2006)